# 1521 w polityce
Wydarzenia polityczne w 1521 roku.

## Wydarzenia
- 13 sierpnia - upadek Tenochtitlán, zdobytego przez konkwistadorów i pojmanie ostatniego niezależnego władcy Azteków Cuauhtémoca[1].
- Zdobycie Belgradu przez Turków[2].